# Кумалыр (село)
Кумалыр — село в Шебалинском районе Республики Алтай России. Входит в состав Дъектиекского сельского поселения.

## География
Расположен в горно-степной зоне северо-западной части Республики Алтай и находится вблизи реки Сема и места впадения в неё р. Верхний Кумалыр.
Абсолютная высота 1076 метров выше уровня моря
.
Уличная сеть
состоит из трёх географических объектов: Молодёжный пер., ул. Заречная и ул. Центральная

## Население
| 2010 | 2011 | 2012 | 2013 | 2014 | 2015 |
| ---- | ---- | ---- | ---- | ---- | ---- |
| 165  | →165 | ↗167 | ↘160 | ↗168 | ↗170 |
| 2016 |      |      |      |      |      |
| ↘162 |      |      |      |      |      |

## Транспорт
Стоит на федеральной автодороге Р-256 «Чуйский тракт» (внутри села именуется «Центральная улица»). Остановка общественного транспорта «Кумалыр».